# هوي كا لوك
هوي كا لوك (بالصينية: 許嘉樂) هو لاعب كرة قدم صيني في مركز الهجوم، ولد في 5 يناير 1994 في هونغ كونغ في الصين. شارك مع منتخب هونغ كونغ تحت 23 سنة لكرة القدم ومنتخب هونغ كونغ لكرة القدم. أما مع النوادي، فقد لعب مع Metro Gallery FC ‏.

## وصلات خارجية
- هوي كا لوك على موقع قاعدة بيانات كرة القدم.إي يو (الإنجليزية)
- هوي كا لوك على موقع Soccerway.com (الإنجليزية)